# جیزا رادیکی لوی
جیزا رادیکی لِوی (ایتالیایی: Gisa Radicchi Levi؛ ۱۹۰۵ – ۱۹۸۵) یک تدوین‌گر یهودی‌تبار اهل ایتالیا بود.
از جمله فیلم‌های او می‌توان به صدای بی رخ، کشور زنگ‌ها، همسر زیبای میلر، لا تراویاتا و آن بالابالاها اشاره کرد.